# Pelliculaspis
Pelliculaspis (лат.) — род полужесткокрылых насекомых-кокцид подсемейства Aspidiotinae из семейства щитовки (Diaspididae).

## Распространение
Северная Америка.

## Описание
Мелкие щитовки (длина взрослой особи менее 1 мм). Pelliculaspis имеет двустворчатые протоки, с шипами желёз и с двулопастными вторыми пигидиальными долями. Взрослая самка полностью заключена в экзувии 2-й стадии, экзувий очень сильно склеротизирован и глубоко пигментирован, как дорсально, так и вентрально, и дегисцируется по боковым краям пигидия для выхода личинок. Взрослая самка полностью мембранная, за исключением небольшой склеротизации дорсальной части пигидия и папилляций на вентральной стороне брюшка. Пигидий с лопастями, образующими три пары склеротизованных зубцов, средняя и вторая лопасти двулопастные.

## Классификация
Известно 3 вида. Род был впервые выделен в 1941 году по типовому виду Pelliculaspis pellita.
- Pelliculaspis celtis McDaniel, 1972 — США
- Pelliculaspis durapyga Ferris, 1941 — Панама
- Pelliculaspis pellita Ferris, 1941 — Панама